# Jerzy Lubczyński
Jerzy Lubczyński (ur. 1935, zm. 9 września 2005) – polski artysta fotograf, członek założyciel (wspólnie z żoną Zofią) oraz do 2004 prezes Jastrzębskiego Klubu Fotograficznego „Niezależni”, członek ZPAF w Okręgu Świętokrzyskim, Honorowy Członek Krakowskiego Towarzystwa Fotograficznego i Lubuskiego Towarzystwa Fotograficznego.
Specjalizował się w diaporamach oraz fotografiach uzyskiwanych dzięki technikom specjalnym, m.in. poprzez tzw. pseudosolaryzację. Był członkiem honorowym Fotoklubu Rzeczypospolitej Polskiej. W 1980 roku został uhonorowany tytułem Artiste FIAP (AFIAP), nadanym przez Międzynarodową Federację Sztuku Fotograficznej FIAP oraz – w 1997 roku – tytułem Excellence FIAP for Services Rendered (ESFIAP). W 2000 został wyróżniony Nagrodą Honorową im. Fryderyka Kremsera.

## Odznaczenia
- Złota Odznaka Federacji Amatorskich Stowarzyszeń Fotograficznych w Polsce
- Medal 150-lecia Fotografii
- Złoty Medal „Zasłużony dla Fotografii Polskiej”[8]
- Odznaka „Zasłużony Działacz Kultury”

Źródło